# Olympique de Marseille 2018-2019
Questa voce raccoglie le informazioni riguardanti l'Olympique de Marseille nelle competizioni ufficiali della stagione 2018-2019.

## Maglie e sponsor
| Casa | Trasferta | Terza divisa |

## Organigramma societario
Area direttiva
- Presidente: Giovanni Ciccolunghi
- Proprietario: Margarita Louis-Dreyfus
- Direttore generale: Luc Laboz

Area comunicazione
- Responsabile: Thomas Benedet

Area tecnica
- Direttore sportivo: Gunter Jacob
- Allenatore: Jocelyn Gourvennec
- Allenatore in seconda: Thomas Fernandez
- Preparatore atletico: Pieter Jacobs
- Preparatore dei portieri: Stéphane Cassard

Area sanitaria
- Responsabile: Jacques Taxil
- Medico sociale: Christophe Baudot, Sylvain Blanchard
- Massaggiatori: Alain Soultanian, Jérôme Palestri, Jean-Georges Cellier

## Rosa
| N. |                        | Ruolo | Calciatore               |
| -- | ---------------------- | ----- | ------------------------ |
| 1  | Francia (bandiera)     | P     | Romain Cagnon            |
| 2  | Giappone (bandiera)    | D     | Hiroki Sakai             |
| 4  | Francia (bandiera)     | D     | Boubacar Kamara          |
| 5  | Argentina (bandiera)   | A     | Lucas Ocampos            |
| 6  | Brasile (bandiera)     | D     | Rolando                  |
| 7  | Francia (bandiera)     | C     | Rémy Cabella             |
| 7  | Serbia (bandiera)      | C     | Nemanja Radonjić         |
| 8  | Francia (bandiera)     | C     | Morgan Sanson            |
| 9  | Italia (bandiera)      | A     | Mario Balotelli          |
| 10 | Francia (bandiera)     | A     | Dimitri Payet (capitano) |
| 11 | Grecia (bandiera)      | A     | Kōstas Mītroglou         |
| 12 | Camerun (bandiera)     | D     | Henri Bedimo             |
| 12 | Paesi Bassi (bandiera) | C     | Kevin Strootman          |
| 13 | Tunisia (bandiera)     | D     | Aymen Abdennour          |
| 14 | Camerun (bandiera)     | A     | Clinton N'Jie            |
| 15 | Croazia (bandiera)     | D     | Duje Ćaleta-Car          |
| 16 | Francia (bandiera)     | P     | Yohann Pelé              |
| 17 | Guinea (bandiera)      | D     | Bouna Sarr               |

| N. |                       | Ruolo | Calciatore                     |
| -- | --------------------- | ----- | ------------------------------ |
| 18 | Francia (bandiera)    | D     | Jordan Amavi                   |
| 19 | Brasile (bandiera)    | C     | Luiz Gustavo                   |
| 20 | Francia (bandiera)    | D     | Christopher Rocchia            |
| 21 | Francia (bandiera)    | A     | Yusuf Sarı                     |
| 22 | Francia (bandiera)    | C     | Grégory Sertic                 |
| 23 | Francia (bandiera)    | D     | Adil Rami                      |
| 24 | Tunisia (bandiera)    | C     | Saîf-Eddine Khaoui             |
| 25 | Slovacchia (bandiera) | D     | Tomáš Hubočan                  |
| 26 | Francia (bandiera)    | A     | Florian Thauvin                |
| 27 | Francia (bandiera)    | C     | Maxime Lopez                   |
| 28 | Francia (bandiera)    | A     | Valère Germain                 |
| 30 | Francia (bandiera)    | P     | Steve Mandanda (vice capitano) |
| 31 | Francia (bandiera)    | A     | Florian Chabrolle              |
| 32 | Francia (bandiera)    | D     | Lucas Perrin                   |
| 33 | Turchia (bandiera)    | A     | Yusuf Sari                     |
| 34 | Croazia (bandiera)    | C     | Sacha Marasovic                |
| 40 | Francia (bandiera)    | P     | Florian Escales                |

## Calciomercato

### Sessione estiva(dal 09/06 al 31/08)
| Acquisti         | Acquisti           | Acquisti      | Acquisti                  |
| R.               | Nome               | da            | Modalità                  |
| ---------------- | ------------------ | ------------- | ------------------------- |
| D                | Jordan Amavi       | Aston Villa   | riscattato (10 milioni €) |
| D                | Duje Ćaleta-Car    | Salisburgo    | definitivo (19 milioni €) |
| D                | Dória              | Malatyaspor   | fine prestito             |
| D                | Tomáš Hubočan      | Trabzonspor   | fine prestito             |
| C                | Rémy Cabella       | Saint-Étienne | fine prestito             |
| C                | Saîf-Eddine Khaoui | Troyes        | fine prestito             |
| C                | Nemanja Radonjić   | Stella Rossa  | definitivo (12 milioni €) |
| C                | Kevin Strootman    | Roma          | definitivo (25 milioni €) |
| Altre operazioni |                    |               |                           |
| R.               | Nome               | da            | Modalità                  |
| A                | Aymen Assou        | Monaco        | definitivo                |
| A                | Ayoub Ouhafsa      |               | svincolato                |

| Cessioni         | Cessioni             | Cessioni      | Cessioni                  |
| R.               | Nome                 | a             | Modalità                  |
| ---------------- | -------------------- | ------------- | ------------------------- |
| D                | Gaël Andonian        |               | svincolato                |
| D                | Henri Bedimo         |               | svincolato                |
| D                | Dória                | Santos Laguna | definitivo (2 milioni €)  |
| C                | Rémy Cabella         | Saint-Étienne | definitivo (5 milioni €)  |
| C                | Saîf-Eddine Khaoui   | Caen          | prestito                  |
| C                | André Zambo Anguissa | Fulham        | definitivo (30 milioni €) |
| A                | Yusuf Sari           | Clermont Foot | prestito                  |
| Altre operazioni |                      |               |                           |
| R.               | Nome                 | a             | Modalità                  |
| P                | Suan Besic           |               | svincolato                |
| D                | Brice Niaté          |               | svincolato                |

### Sessione invernale(dal 01/01 al 31/01)
| Acquisti         | Acquisti        | Acquisti      | Acquisti      |
| R.               | Nome            | da            | Modalità      |
| ---------------- | --------------- | ------------- | ------------- |
| A                | Mario Balotelli |               | svincolato    |
| A                | Yusuf Sari      | Clermont Foot | fine prestito |
| Altre operazioni |                 |               |               |
| R.               | Nome            | da            | Modalità      |

| Cessioni         | Cessioni         | Cessioni    | Cessioni |
| R.               | Nome             | a           | Modalità |
| ---------------- | ---------------- | ----------- | -------- |
| A                | Kōstas Mītroglou | Galatasaray | prestito |
| Altre operazioni |                  |             |          |
| R.               | Nome             | a           | Modalità |

## Risultati

### Ligue 1

#### Girone d'andata
| Arbitro: | Buquet |

|                                                 |           |  |
| Payet 45’ (rig.), 62’ Germain 89’ Thauvin 90+2’ | Marcatori |  |

| Arbitro: | Bastien |

|                                   |           |             |
| Bouanga 34’ Thioub 62’ Ripart 87’ | Marcatori | 49’ Thauvin |

| Arbitro: | Gautier |

|                                   |           |                                  |
| Ocampos 54’ Bensebaini 72’ (aut.) | Marcatori | 38’ (rig.) Bourigeaud 45+1’ Sarr |

| Arbitro: | Millot |

|                          |           |                                           |
| Tielemans 48’ Falcao 53’ | Marcatori | 45+1’ Mītroglou 74’ Thauvin 90+1’ Germain |

| Arbitro: | Delerue |

|                                          |           |  |
| Thauvin 57’, 80’ Payet 73’ Mītroglou 83’ | Marcatori |  |

| Arbitro: | Turpin |

|                                            |           |                       |
| Aouar 28’ Traoré 51’, 61’ Fekir 75’ (rig.) | Marcatori | 40’ Thauvin 82’ N'Jie |

| Arbitro: | Letexier |

|                                           |           |                       |
| Payet 41’ (rig.) Sanson 44’ Germain 90+1’ | Marcatori | 27’ Lala 89’ da Costa |

| Arbitro: | Lesage |

|                                       |           |  |
| Pépé 65’ (rig.) Bamba 86’ (rig.), 89’ | Marcatori |  |

| Arbitro: | Millot |

|                           |           |  |
| Mītroglou 36’ Thauvin 45’ | Marcatori |  |

| Arbitro: | Delerue |

|  |           |            |
|  | Marcatori | 42’ Sanson |

| Arbitro: | Bastien |

|  |           |                          |
|  | Marcatori | 65’ Mbappé 90+5’ Draxler |

| Arbitro: | Gautier |

|                            |           |  |
| Laborde 51’, 62’ Lasne 70’ | Marcatori |  |

| Arbitro: | Delajod |

|                        |           |  |
| Ocampos 45+4’ Rami 84’ | Marcatori |  |

| Arbitro: | Miguelgorry |

|            |           |                         |
| Dibassy 8’ | Marcatori | 26’, 80’, 90+1’ Thauvin |

| Marsiglia 2 dicembre 2018, ore 17:00 CET 15ª giornata | Olympique Marsiglia | 0 – 0 referto | Stade Reims | Stade Vélodrome (41.932 spett.)\| Arbitro: \| Rainville \| |
| Arbitro:                                              | Rainville           |               |             |                                                            |

| Arbitro: | Letexier |

|                                    |           |                               |
| Sala 30’ Touré 45+1’ Boschilia 63’ | Marcatori | 29’ Sanson 36’ (rig.) Thauvin |

| Arbitro: | Gautier |

|                        |           |               |
| Khazri 57’ (rig.), 88’ | Marcatori | 16’ Strootman |

| Arbitro: | Brisard |

|            |           |  |
| Kamara 42’ | Marcatori |  |

| Arbitro: | Brisard |

|             |           |          |
| Bahoken 35’ | Marcatori | 84’ Sarr |

#### Girone di ritorno
| Arbitro: | Lesage |

|           |           |               |
| Lopez 13’ | Marcatori | 38’ Tielemans |

| Arbitro: | Schneider |

|  |           |            |
|  | Marcatori | 47’ Sanson |

| Arbitro: | Delerue |

|                 |           |                          |
| Balotelli 90+5’ | Marcatori | 45+3’ (rig.), 90+4’ Pépé |

| Arbitro: | Letexier |

|                     |           |           |
| Dingomé 21’ Suk 68’ | Marcatori | 86’ N'Jie |

| Arbitro: | Leonard |

|           |           |                           |
| Marié 18’ | Marcatori | 56’ Ocampos 74’ Balotelli |

| Arbitro: | Hamel |

|                           |           |  |
| Thauvin 19’ Balotelli 25’ | Marcatori |  |

| Arbitro: | Lesage |

|          |           |             |
| André 7’ | Marcatori | 56’ Germain |

| Arbitro: | Turpin |

|                                  |           |  |
| Balotelli 12’ Thauvin 21’ (rig.) | Marcatori |  |

| Arbitro: | Bastien |

|               |           |  |
| Balotelli 61’ | Marcatori |  |

| Arbitro: | Gautier |

|                                |           |             |
| Mbappé 45+2’ Di María 55’, 66’ | Marcatori | 46’ Germain |

| Arbitro: | Miguelgorry |

|                   |           |                                |
| Balotelli 4’, 16’ | Marcatori | 36’ (rig.), 76’ (rig.) Mangani |

| Arbitro: | Ben El Hadj |

|                                   |           |  |
| Kamano 27’ (rig.) de Préville 71’ | Marcatori |  |

| Arbitro: | Schneider |

|                              |           |                     |
| Germain 72’ Luiz Gustavo 73’ | Marcatori | 82’ (rig.) Savanier |

| Arbitro: | Lesage |

|               |           |                                           |
| N'Gbakoto 56’ | Marcatori | 4’ Luiz Gustavo 40’ Ocampos 90+1’ Germain |

| Arbitro: | Hamel |

|               |           |                             |
| Balotelli 25’ | Marcatori | 22’ Moutoussamy 50’ Girotto |

| Arbitro: | Miguelgorry |

|          |           |             |
| Lala 65’ | Marcatori | 48’ Germain |

| Arbitro: | Buquet |

|  |           |                             |
|  | Marcatori | 24’, 86’ Cornet 84’ Dembélé |

| Arbitro: | Schneider |

|                           |           |                                                   |
| Leya Iseka 26’ Gradel 61’ | Marcatori | 29’ Sanson 50’ Sakai 76’ N'Jie 90’, 90+1’ Thauvin |

| Arbitro: | Gautier |

|             |           |  |
| Thauvin 56’ | Marcatori |  |

### Coppa di Francia

#### Fase a eliminazione diretta
| Arbitro: | Watellier |

|                        |           |  |
| Ngwabije 17’ Milla 82’ | Marcatori |  |

### Coupe de la Ligue

#### Fase a eliminazione diretta
| Arbitro: | Buquet |

|                               |                      |                                  |
| Luiz Gustavo 80’              | Marcatori            | 18’ (rig.) Martin                |
| Lopez Payet Luiz Gustavo Rami | Tiri di rigore 2 – 4 | Liénard Thomasson Mothiba Martin |

### Europa League

#### Fase a gironi
| Arbitro: | Jug |

|            |           |                     |
| Ocampos 3’ | Marcatori | 52’ Torró 89’ Jović |

| Arbitro: | Lechner |

|                         |           |                            |
| Marković 74’ Zelaya 90’ | Marcatori | 50’ Payet 67’ Luiz Gustavo |

| Arbitro: | Manzano |

|           |           |                                     |
| Payet 86’ | Marcatori | 10’ Wallace 59’ Caicedo 90’ Marušić |

| Arbitro: | Bezborodov |

|                         |           |             |
| Parolo 45+1’ Correa 55’ | Marcatori | 60’ Thauvin |

| Arbitro: | Reinshreiber |

|                                                       |           |  |
| Jović 2’, 67’ Luiz Gustavo 17’ (aut.) Sarr 62’ (aut.) | Marcatori |  |

| Arbitro: | Petrescu |

|             |           |                                      |
| Thauvin 11’ | Marcatori | 7’ (rig.), 30’ Maglica 56’ Stylianou |

## Statistiche

### Statistiche di squadra
| Competizione      | Punti | In casa | In casa | In casa | In casa | In casa | In casa | In trasferta | In trasferta | In trasferta | In trasferta | In trasferta | In trasferta | Totale | Totale | Totale | Totale | Totale | Totale | DR  |
| Competizione      | Punti | G       | V       | N       | P       | Gf      | Gs      | G            | V            | N            | P            | Gf           | Gs           | G      | V      | N      | P      | Gf     | Gs     | DR  |
| ----------------- | ----- | ------- | ------- | ------- | ------- | ------- | ------- | ------------ | ------------ | ------------ | ------------ | ------------ | ------------ | ------ | ------ | ------ | ------ | ------ | ------ | --- |
| Ligue 1           | 61    | 19      | 11      | 4       | 4       | 31      | 17      | 19           | 7            | 3            | 9            | 29           | 35           | 38     | 18     | 7      | 13     | 60     | 52     | +8  |
| Coppa di Francia  | -     | -       | -       | -       | -       | -       | -       | 1            | 0            | 0            | 1            | 0            | 2            | 1      | 0      | 0      | 1      | 0      | 2      | -2  |
| Coupe de la Ligue | -     | 1       | 0       | 1       | 0       | 1       | 1       | -            | -            | -            | -            | -            | -            | 1      | 0      | 1      | 0      | 1      | 1      | 0   |
| Europa League     | -     | 3       | 0       | 0       | 3       | 3       | 8       | 3            | 0            | 1            | 2            | 3            | 8            | 6      | 0      | 1      | 5      | 6      | 16     | -10 |
| Totale            | -     | 23      | 11      | 5       | 7       | 35      | 26      | 23           | 7            | 4            | 12           | 32           | 45           | 46     | 18     | 9      | 19     | 67     | 71     | -4  |

### Andamento in campionato
| Giornata  | 1 | 2 | 3 | 4 | 5 | 6 | 7 | 8 | 9 | 10 | 11 | 12 | 13 | 14 | 15 | 16 | 17 | 18 | 19 | 20 | 21 | 22 | 23 | 24 | 25 | 26 | 27 | 28 | 29 | 30 | 31 | 32 | 33 | 34 | 35 | 36 | 37 | 38 |
| --------- | - | - | - | - | - | - | - | - | - | -- | -- | -- | -- | -- | -- | -- | -- | -- | -- | -- | -- | -- | -- | -- | -- | -- | -- | -- | -- | -- | -- | -- | -- | -- | -- | -- | -- | -- |
| Luogo     | C | T | C | T | C | T | C | T | C | T  | C  | T  | C  | T  | C  | T  | T  | C  | T  | C  | T  | C  | T  | T  | C  | T  | C  | C  | T  | C  | T  | C  | T  | C  | T  | C  | T  | C  |
| Risultato | V | P | N | V | V | P | V | P | V | V  | P  | P  | V  | V  | N  | P  | P  | V  | N  | N  | P  | P  | P  | V  | V  | N  | V  | V  | P  | N  | P  | V  | V  | P  | N  | P  | V  | V  |
| Posizione | 1 | 9 | 9 | 5 | 2 | 5 | 3 | 6 | 3 | 4  | 5  | 6  | 6  | 5  | 5  | 5  | 9  | 7  | 6  | 9  | 7  | 7  | 10 | 6  | 4  | 5  | 4  | 4  | 4  | 4  | 5  | 5  | 5  | 5  | 6  | 6  | 6  | 5  |

Fonte:  Classements, su lfp.fr, LFP.
Legenda:

Luogo: C = Casa; T = Trasferta. Risultato: V = Vittoria; N = Pareggio; P = Sconfitta.

### Statistiche dei giocatori
| Giocatore     | Ligue 1  | Ligue 1 | Ligue 1     | Ligue 1    | Coppa di Francia Coupe de la Ligue | Coppa di Francia Coupe de la Ligue | Coppa di Francia Coupe de la Ligue | Coppa di Francia Coupe de la Ligue | Europa League | Europa League | Europa League | Europa League | Totale   | Totale | Totale      | Totale     |
| Giocatore     | Presenze | Reti    | Ammonizioni | Espulsioni | Presenze                           | Reti                               | Ammonizioni                        | Espulsioni                         | Presenze      | Reti          | Ammonizioni   | Espulsioni    | Presenze | Reti   | Ammonizioni | Espulsioni |
| ------------- | -------- | ------- | ----------- | ---------- | ---------------------------------- | ---------------------------------- | ---------------------------------- | ---------------------------------- | ------------- | ------------- | ------------- | ------------- | -------- | ------ | ----------- | ---------- |
| A. Abdennour  | -        | -       | -           | -          | -                                  | -                                  | -                                  | -                                  | -             | -             | -             | -             | -        | -      | -           | -          |
| J. Amavi      | 28       | 0       | 7           | 2          | 1+1                                | 0                                  | 1+0                                | 0                                  | 3             | 0             | 1             | 0             | 33       | 0      | 9           | 2          |
| M. Balotelli  | 15       | 8       | 5           | 1          | -                                  | -                                  | -                                  | -                                  | -             | -             | -             | -             | 15       | 8      | 5           | 1          |
| H. Bedimo     | -        | -       | -           | -          | -                                  | -                                  | -                                  | -                                  | -             | -             | -             | -             | -        | -      | -           | -          |
| R. Cabella    | -        | -       | -           | -          | -                                  | -                                  | -                                  | -                                  | -             | -             | -             | -             | -        | -      | -           | -          |
| R. Cagnon     | -        | -       | -           | -          | -                                  | -                                  | -                                  | -                                  | -             | -             | -             | -             | -        | -      | -           | -          |
| D. Ćaleta-Car | 20       | 0       | 1           | 2          | 1+0                                | 0                                  | 1+0                                | 0                                  | 5             | 0             | 0             | 0             | 26       | 0      | 2           | 2          |
| F. Chabrolle  | -        | -       | -           | -          | -                                  | -                                  | -                                  | -                                  | 1             | 0             | 0             | 0             | 1        | 0      | 0           | 0          |
| F. Escales    | 0        | -0      | 0           | 0          | -                                  | -                                  | -                                  | -                                  | 1             | -3            | 0             | 0             | 1        | -3     | 0           | 0          |
| V. Germain    | 36       | 8       | 1           | 0          | 1+1                                | 0                                  | 0                                  | 0                                  | 4             | 0             | 0             | 0             | 42       | 8      | 1           | 0          |
| T. Hubočan    | 2        | 0       | 1           | 0          | -                                  | -                                  | -                                  | -                                  | 1             | 0             | 0             | 0             | 3        | 0      | 1           | 0          |
| B. Kamara     | 31       | 1       | 6           | 0          | 0                                  | 0                                  | 0                                  | 0                                  | 5             | 0             | 1             | 0             | 36       | 1      | 7           | 0          |
| S. Khaoui     | 0        | 0       | 0           | 0          | -                                  | -                                  | -                                  | -                                  | -             | -             | -             | -             | 0        | 0      | 0           | 0          |
| M. Lopez      | 32       | 1       | 4           | 0          | 1+1                                | 0                                  | 0                                  | 0                                  | 5             | 0             | 0             | 0             | 39       | 1      | 4           | 0          |
| Luiz Gustavo  | 30       | 2       | 8           | 0          | 1+1                                | 0+1                                | 1+0                                | 0                                  | 6             | 1             | 1             | 0             | 38       | 4      | 10          | 0          |
| S. Mandanda   | 31       | -40     | 1           | 1          | 1+1                                | -3                                 | 0                                  | 0                                  | 1             | -3            | 0             | 0             | 34       | -46    | 1           | 1          |
| S. Marasovic  | -        | -       | -           | -          | -                                  | -                                  | -                                  | -                                  | -             | -             | -             | -             | -        | -      | -           | -          |
| K. Mītroglou  | 14       | 3       | 0           | 0          | 0+1                                | 0                                  | 0                                  | 0                                  | 5             | 0             | 0             | 0             | 20       | 3      | 0           | 0          |
| C. N'Jie      | 17       | 3       | 0           | 0          | 0+1                                | 0                                  | 0                                  | 0                                  | 2             | 0             | 1             | 0             | 20       | 3      | 1           | 0          |
| L. Ocampos    | 34       | 4       | 11          | 0          | 1+1                                | 0                                  | 0                                  | 0                                  | 5             | 1             | 2             | 1             | 41       | 5      | 13          | 1          |
| D. Payet      | 31       | 4       | 3           | 0          | 1+1                                | 0                                  | 0+1                                | 0                                  | 5             | 2             | 2             | 0             | 38       | 6      | 6           | 0          |
| Y. Pelé       | 9        | -12     | 0           | 0          | 0                                  | -0                                 | 0                                  | 0                                  | 4             | -10           | 0             | 0             | 13       | -22    | 0           | 0          |
| L. Perrin     | -        | -       | -           | -          | -                                  | -                                  | -                                  | -                                  | -             | -             | -             | -             | -        | -      | -           | -          |
| N. Radonjić   | 17       | 0       | 2           | 0          | -                                  | -                                  | -                                  | -                                  | 4             | 0             | 0             | 0             | 21       | 0      | 2           | 0          |
| A. Rami       | 16       | 1       | 2           | 0          | 0+1                                | 0                                  | 0                                  | 0                                  | 4             | 0             | 1             | 0             | 21       | 1      | 3           | 0          |
| C. Rocchia    | 1        | 0       | 0           | 0          | -                                  | -                                  | -                                  | -                                  | 1             | 0             | 0             | 0             | 2        | 0      | 0           | 0          |
| Rolando       | 10       | 0       | 1           | 0          | 1+1                                | 0                                  | 0                                  | 0                                  | 1             | 0             | 0             | 0             | 13       | 0      | 1           | 0          |
| H. Sakai      | 27       | 1       | 4           | 0          | 0+1                                | 0                                  | 0                                  | 0                                  | 4             | 0             | 1             | 0             | 32       | 1      | 5           | 0          |
| M. Sanson     | 32       | 5       | 9           | 0          | 1+1                                | 0                                  | 0                                  | 0                                  | 2             | 0             | 0             | 0             | 36       | 5      | 9           | 0          |
| Y. Sari       | 1        | 0       | 0           | 0          | -                                  | -                                  | -                                  | -                                  | -             | -             | -             | -             | 1        | 0      | 0           | 0          |
| B. Sarr       | 28       | 1       | 4           | 1          | 1+1                                | 0                                  | 0                                  | 0                                  | 6             | 0             | 0             | 0             | 36       | 1      | 4           | 1          |
| G. Sertic     | 4        | 0       | 1           | 0          | -                                  | -                                  | -                                  | -                                  | 1             | 0             | 0             | 0             | 5        | 0      | 1           | 0          |
| K. Strootman  | 29       | 1       | 6           | 0          | 1+0                                | 0                                  | 0                                  | 0                                  | 5             | 0             | 2             | 0             | 35       | 1      | 8           | 0          |
| F. Thauvin    | 33       | 16      | 5           | 1          | 1+0                                | 0                                  | 0                                  | 0                                  | 3             | 2             | 1             | 0             | 37       | 18     | 6           | 1          |